# Chilegyndes phillipsoni
Chilegyndes phillipsoni is een hooiwagen uit de familie Gonyleptidae.